# Rhacaplacarus frater
Rhacaplacarus frater är en kvalsterart som först beskrevs av Balogh 1958.  Rhacaplacarus frater ingår i släktet Rhacaplacarus och familjen Phthiracaridae. Inga underarter finns listade i Catalogue of Life.